# Amors Baller
Amors Baller è film del 2011 diretto da Kristoffer Metcalfe.

## Trama
Il quindicenne Lucas si trasferisce da Stoccolma, Svezia, in una piccola città della Norvegia. Innamoratosi di Susanne, portiere della locale squadra di calcio femminile, Lucas si unisce alla locale squadra di calcio maschile nella speranza di fare colpo sulla ragazza. Tuttavia le cose saranno più difficili del previsto perché Susanne è già fidanzata con un ragazzo che gioca anch'egli nella squadra di calcio maschile.
A complicare ulteriormente le cose c'è il torneo per la Norway Cup che si svolge ad Oslo; torneo al quale entrambe le squadre parteciperanno.

## Produzione
Amors Baller è stato girato con un budget di circa 13,5 milioni di corone norvegesi. È stato finanziato con una parte dei fondi del Norwegian Film Institute.
La sceneggiatura è stata scritta da Kristoffer Metcalfe e Frederick Howard, insieme a Peder Fuglerud e Stian A. Eriksen. Secondo Howard, essi volevano realizzare una "classica storia sul passaggio all'età adulta dove amicizia, amore e ambizione atletica si scontrano in un film con e per i giovani." Il regista Kristoffer Metcalfe lo ha descritto come un "film per ragazzi ambientato nel mondo del pallone."
Metcalfe ha espresso la sua soddisfazione nel sapere che "un giovane attore esperto e qualificato" come Kåre Hedebrant, famoso per la sua interpretazione in Lasciami entrare, era stato scelto per il ruolo del protagonista. Molti altri ruoli furono interpretati da attori privi di esperienze cinematografiche. Eira K. Stuedahl, che interpreta il ruolo di Susanna, venne fermata per strada e invitata a partecipare al provino. Howard ha sottolineato il fatto di aver voluto dare agli attori molta libertà di azione. Harald Weedon, che interpreta l'amico di Lucas, venne fuori con il titolo del film, "Amors Baller" (literalmente: "I palloni di Cupido").
Le riprese iniziarono il 12 luglio 2010 ad Oslo, e sarebbero dovute terminare il 20 agosto. L'intero film è stato girato ad Oslo e nei dintorni, principalmente a Ekeberg, Bekkelaget e Ljan, e comprende alcune scene girate alla Norway Cup del 2010, uno dei più grandi tornei di calcio del mondo. L'anteprima del film ebbe luogo il 25 marzo 2011.